# Reichsstraße 330
Die Reichsstraße 330 (R 330) war von 1938 bis 1945 eine Staatsstraße des Deutschen Reichs, die vollständig in den heutigen österreichischen Bundesländern Tirol und Salzburg verlief. Die Straße nahm ihren Anfang an der damaligen Reichsstraße 31 in Sankt Johann in Tirol und führte über Kitzbühel und den Pass Thurn auf der Trasse der heutigen Pass Thurn Straße B 161 nach Mittersill, wo sie auf die damalige Reichsstraße 318 traf.
Ihre Gesamtlänge betrug rund 41 Kilometer.